# Memoriał Jana Ciszewskiego 1987
Memoriał im. Jana Ciszewskiego 1987 – 5. edycja turnieju żużlowego poświęconego pamięci znanego polskiego komentatora sportowego Jana Ciszewskiego, który odbył się 18 czerwca 1988 roku. Turniej wygrał Antonín Kasper.

## Wyniki
- Stadion Miejski (Rybnik), 18 czerwca 1988

| Msc. | Zawodnik            | Klub                  | Pkt  |               |  |
| ---- | ------------------- | --------------------- | ---- | ------------- |  |
| 1    | Antonín Kasper      | Czechosłowacja        | 27+5 | (2,5,5,5,5,5) |  |
| 2    | Sławomir Drabik     | Włókniarz Częstochowa | 22+4 | (5,3,3,2,4,5) |  |
| 3    | Roman Jankowski     | Unia Leszno           | 23+3 | (5,3,3,4,4,4) |  |
| 4    | László Bódi         | Węgry                 | 17+2 | (5,4,2,3,0,3) |  |
| 5    | Antoni Skupień      | ROW Rybnik            | 26+1 | (5,5,4,5,5,2) |  |
| 6    | Wojciech Załuski    | Kolejarz Opole        | 21+0 | (4,5,4,4,1,3) |  |
| 7    | Eugeniusz Skupień   | ROW Rybnik            | 17+5 | (1,4,5,0,3,4) |  |
| 8    | Roman Matoušek      | Czechosłowacja        | 12+4 | (1,2,5,3,0,3) |  |
| 9    | Adam Pawliczek      | ROW Rybnik            | 12+3 | (4,2,2,3,0,1) |  |
| 10   | Jan Krzystyniak     | Unia Leszno           | 12+2 | (4,0,4,1,1,2) |  |
| 11   | Josef Fejfar        | Czechosłowacja        | 13+1 | (1,4,5,1,2,0) |  |
| 12   | Andrzej Huszcza     | Falubaz Zielona Góra  | 17+0 | (3,5,4,2,2,1) |  |
| 13   | Krzysztof Zarzecki  | Śląsk Świętochłowice  | 8    | (2,3,3)       |  |
| 14   | Dariusz Rachwalik   | Włókniarz Częstochowa | 7    | (1,4,2)       |  |
| 15   | Henryk Bem          | ROW Rybnik            | 6    | (0,3,3)       |  |
| 16   | Mirosław Korbel     | ROW Rybnik            | 6    | (3,2,1)       |  |
| 17   | Bronisław Klimowicz | ROW Rybnik            | 5    | (4,1,0)       |  |
| 18   | Waldemar Cisoń      | Polonia Bydgoszcz     | 4    | (0,2,2)       |  |
| 19   | Marek Kępa          | Motor Lublin          | 3    | (3,0,0)       |  |
| 20   | Piotr Pyszny        | ROW Rybnik            | 3    | (3,0,-,)      |  |
| 21   | Krzysztof Ziarnik   | Polonia Bydgoszcz     | 3    | (2,0,1)       |  |
| 22   | Zoltan Kovacs       | Węgry                 | 3    | (2,0,1)       |  |
| 23   | Janos Oresko        | Węgry                 | 1    | (0,1,0)       |  |
| 24   | Andras Kovacs       | Węgry                 | 1    | (0,1,0)       |  |
| 25   | Tomasz Gałeczka     | ROW Rybnik            | 0    | (0)           |  |